# Les Chambres du Sud

Les Chambres du Sud est le premier roman de l'écrivaine française Laurence Cossé. Il a été publié en 1981 aux éditions Gallimard, dans la collection NRF ; il a obtenu en 1981 le prix Sainte-Beuve et en 1982 le prix Alice-Louis Barthou de l'Académie française. 

## Résumé
Quelque part en Provence, cinq enfants vivent avec leurs parents, loin de tout, dans une distance farouche du reste du monde et de leur temps. L’un d’entre eux, surtout, la narratrice, Brune, rêve désespérément d’échapper à la condition adulte et à la vie normale. Elle sait que c'est un combat perdu d’avance, mais elle se lancera quand même à corps perdu dans toutes les résistances et toutes les ivresses.

## Analyse
La dimension poétique du style de ce roman est essentielle. Les ruptures de construction, les licences poétiques sont nombreuses. On trouve fréquemment des vers blancs : 
« Ces enfants sont charmants », disaient les visiteurs. Et certains, qui se croyaient perspicaces : « Ces enfants sont méchants. » Erreur ! Dans les deux cas, erreur ! Nous étions la pierre-d'iris et l'épine-de-cerf.

(chapitre III)
Je m'aperçus cet été-là qu'une autre façon d'aller contre l'heure était de la prendre de lenteur.

(chapitre XIII)
Le roman comporte aussi de fréquents usages poétiques de la paronomase ; ainsi dans le dernier paragraphe du chapitre VII (lequel décrit les fréquentes sorties en mer que les quatre enfants font sur un voilier), le dernier mot est proche par ses sonorités d'un autre mot qu'on attend dans ce contexte : 

L'été, l'hiver. Toute l'année nous divaguions.

Cette évocation d'un autre mot que le mot effectivement présent produit un effet de brouillage poétique.

## Incipit
Quand je regarde cette enfance, cette adolescence, jusqu’à certaine nuit du mois de mes seize ans, il m’apparaît à l’évidence que c’est d’une autre vie qu’il s’agit.
Je crois que je suis née cette nuit-là du mois de mes seize ans. Avant je ne vivais pas. Mais je n’en suis pas sûre. Il me semble parfois que c’est alors que je vivais, avant. Je suis morte depuis.
Cette incertaine nuit fut mon passage du Styx – mais dans quel sens ?